# جولاي
التائه (بالتيلوغوية: Jolayi)‏ أو (Julai) هو فيلم هندي كوميدي تابع لقاعدة سينما جنوب الهند التيلوغو، الفيلم من تأليف وإخراج تريفيكرام سرينيفاس وبطولة أللو أرجون، إليانا دي كروز وراجندرا براساد في الأدوار القيادية.
وتم انتاجه من قبل س.رادها كريشنا، ووزع من قبل DVV Danayya. الموسيقى التصويرية من تأليف ديفي انكا براساد
وقد وزع الفيلم في جميع أنحاء العالم على أكثر من 1600 شاشة سينمائية يوم 9 أغسطس 2012.
أطلق على الفيلم في اللغة الهندية أو ما يعرف بشمال الهند اسم Dangerous Khiladi أي خيلادي الخطرة

## شباك التذاكر
جمع الفيلم 85 مليون ₹ أي ما يعادل (1.3 مليون $ أمريكي) صاف في شباك التذاكر في يومها الأول. وقد جمع 320 مليون ₹ (4.8 مليون دولار $) صاف في شباك التذاكر في اسبوعه الأول، وأيضا حقق أرباحا تصل ل 75400000 ₹ (1.1 مليون $) في باقي أنحاء الهند في الأسبوع الأول. كما حقق ما يقارب 35 مليون ₹ ($ 520,000) في جميع أنحاء العالم بعد أسبوعين.